# Cadillac Villa
Der Cadillac Villa ist ein Konzeptfahrzeug, das die italienische Karosserieschmiede Bertone 2005 auf dem Genfer Auto-Salon vorstellte.
Der Villa basiert auf dem SRX und fiel besonders durch sein futuristisches Türenkonzept auf: Die vier Türen und das Dach sind komplett in Plexiglas gehalten. Die vorderen Türen mit den zugehörigen Dachvierteln schwingen nach vorne oben, während die hinteren Türen mit ihren Dachvierteln nach hinten oben zu öffnen sind. Der Innenraum war besonders luxuriös ausgestattet.
Eine Serienfertigung kam nie in Betracht.